# La Celia
La Celia là một khu tự quản thuộc tỉnh Risaralda, Colombia. Thủ phủ của khu tự quản La Celia đóng tại La Celia Khu tự quản La Celia có diện tích 87 ki lô mét vuông. Đến thời điểm ngày 28 tháng 5 năm 2005, khu tự quản La Celia có dân số 9013 người.